# Trenčianske Mitice
Trenčianske Mitice je naseljeno mjesto u okrugu Trenčín u  Trenčínskom kraju u Slovačkoj.

## Stanovništvo
| Godina:     | 1993. | 2003.   | 2013.   | 2023.    |
| ----------- | ----- | ------- | ------- | -------- |
| Broj ljudi: | 736   | 717     | 771     | 858      |
| Razlika:    |       | -2,58 % | +7,53 % | +11,28 % |

| Godina:     | 2022. | 2023.   |
| ----------- | ----- | ------- |
| Broj ljudi: | 834   | 858     |
| Razlika:    |       | +2,87 % |

Prema podacima o broju stanovnika iz 2023. godine naselje je imalo 858 stanovnika.

## Vanjske poveznice
|  | Zajednički poslužitelj ima još gradiva o temi Trenčianske Mitice |

- Službena stranica naselja (sl.)